# Sumber Anyar (Jambesari Darus Sholah)
Sumber Anyar is een bestuurslaag in het regentschap Bondowoso van de provincie Oost-Java, Indonesië. Sumber Anyar telt 2019 inwoners (volkstelling 2010).